# Tarantella (Grimm)
Tarantella (conocido en América Latina como "La Tarantela") es el decimoprimer episodio de la primera temporada de la serie de televisión estadounidense de drama/policial/fantasía Oscura: Grimm. El episodio fue escrito por Alan DiFiore en conjunto con Dan E. Fesman, y la dirección estuvo a cargo de Peter Werner. El episodio se estrenó originalmente en los Estados Unidos el 10 de febrero de 2012 por la cadena de televisión NBC. En América Latina el episodio debutó el 19 de marzo del mismo año por el canal Unniversal Channel.
En este episodio Nick tiene que encontrar la manera de detener a una peligrosa mujer araña que tiene como objetivo principal alimentarse de la vida de hombres jóvenes, al mismo tiempo que comprende que su reputación como Grimm influye enormemente en gran parte de los wesen ocultos en la sociedad.

## Argumento
Durante una exposición de arte, una joven mujer es seducida por un Fuchsbau, quien tras invitarla a su hogar a tener un momento de intimidad, cambia de actitud drásticamente y trata a la mujer de forma violenta. Sin embargo es el propio Fuchsbau el que termina perdiendo la vida, cuando la mujer se revela como una especie de criatura araña que acaba de manera violenta con el hombre. Durante el ataque, la mujer pierde un dedo y huye de la escena horrorizada por lo que hizo.
Al día siguiente Nick va a hablar con Monroe sobre el comportamiento de los wesen hacia los Grimm, explicándole que la noche pasada el y su novia contemplaron a dos niños arrojarle huevos a su casa, y que los niños resultaron ser Eisbibers. Monroe justifica el comportamiento de sus congéneres al explicar que los Grimm solían ser utilizados como medios de intimidación de los padres hacia sus hijos y le pregunta sobre su progreso al contarle a Juliette sobre su secreto como Grimm. Nick reconoce que no ha avanzado mucho y poco después recibe una llamada para investigar el homicidio de Ryan, el fuchsbau que fue asesinado por la mujer araña. El cuerpo es hallado en un estado momificado y los reportes de la autopsia indican que el hombre fue obligado a beber de un poderoso ácido que eventualmente le licuó todos sus órganos. El ácido y el veneno encontrado en el cadáver resulta ser de araña.
En otra parte de Portland, la misma mujer ahora personificada como un rubia, se acerca otro hombre y lo mata de la misma manera que a Ryan. Nick por su parte investiga un poco en el tráiler de la tía Marie pero al no encontrar información relevante de las criaturas tipo araña y ante el poco conocimiento de Monroe sobre las mismas, el detective termina siendo llevado por su aliado wesen a una especie de asilo para criaturas reformadas, entre las que se encuentra Charlotte, una mujer que forma parte de la misma especie que la asesina; una Spinnetod, las equivalentes viudas negras del mundo de las criaturas, las cuales están condenas a envejecer a un ritmo anormal a no ser que las mismas consuman la vida de tres hombres jóvenes cada 5 años.
Tras enterarse de los datos en el caso, Nick pospone sus obligaciones como policía momentáneamente para rastrear a John Oblinger, el hombre responsable de acosarlo a él y a su novia debido a su condición como Grimm. Allí Nick descubre que el hombre empezó a perseguirlo por culpa de Bud, el mecánico y Eisbiber cobarde que estableció contacto con el detective cuando intento reparar su refrigerador. Gracias al miedo irracional que los Eisbiber le tienen al Grimm, Nick se las arregla para asegurar que no lo sigan molestando.
Con el segundo cuerpo encontrado por la policía, Nick y Hank descubren que las huellas de la escena concuerdan con la del dedo cortado que encontraron junto al cuerpo de Ryan, así como las huellas de varios homicidios triples, ocurridos en 5 años exactos. Lo que quere decir que los detectives no tienen mucho tiempo para atrapar a la asesina si lo que quieren es evitar que aparezca una tercera víctima.
Mientras en tanto, la asesina se detiene de sus homicidios para regresar a su vida como Lena Marcinko; la amorosa madre de una hija que practica fútbol y la sincera esposa de Robert Marcinko, a quien ama de forma genuina y le regala el rolex que robo de Ryan. El objeto llama la atención de su hija, quien lo lleva hasta la escuela. Lugar donde llama la atención y ocasiona que la policía rastree a su madre. Aunque Nick consigue comprobar que los tres son una familia de Spinnetod, el detective solo consigue retener a la mujer por sus huellas que concordaron en varios de sus homicidios pasados. Aunque Nick trata de averiguar la razón por la que el Sr. Marcinko apoya a su esposa en lo que hace. Para cuando Lena es liberada, la mujer se prepara para asesinar a su tercero. Afortunadamente la policía consigue interceptarla antes de que consiga asesinar a joven dueño de un bote en el puerto de la ciudad. Lena ataca a Nick y trata de conformarse con convertirlo en su última víctima, pero este se las arregla para derrotarla y atraparla irónicamente en una red. Más tarde, Nick y Hank escoltan a la confundida y preocupada hija de Lena, la cual se transforma brevemente en una spinnetod, lo que preocupa a Nick de la posibilidad de que en el futuro la niña repita los errores de su madre. Mientras tanto, en la prisión de la comisaría, Lena comienza a envejecer rápidamente, mientras que una araña teje su tela en la puerta de la celda en la que ella está encerrada.

## Elenco
- David Giuntoli como Nick Burkhardt.
- Russell Hornsby como Hank Griffin.
- Bitsie Tulloch como Juliette Silverton.
- Silas Weir Mitchell como Monroe.
- Sasha Roiz como el capitán Renard.

## Producción
El argumento del episodio y la frase al inicio del mismo fueron referencias a las Jorugomo, unas criaturas que en el folclore japonés son mujeres parecidas a arañas.

### Actuación
El actor Reggie Lee no apareció en este episodio y no fue acreditado.
El episodio contó como invitada especial a la actriz Amy Acker, misma que trabajó con David Greenwalt y Jim Kouf como Winifred Burkle e Illyria en la serie de televisión estadounidense Ángel.
Sobre su participación en el episodio y su reunión con David Greenwalt, la actriz comento:

Estaba emocionada porque el estaba haciendo algo otra vez. Y simplemente adore el concepto de los cuentos de hadas, los cuentos de los Grimm y los detectives. Es algo que cuando estas viendo todos estos nuevos shows, yo estaba como, 'quiero ver ese.' Estaba emocionada por este rol porque parecía que iba a ser un buen cambio e iba a ser algo que definitivamente no había hecho antes."

### Continuidad
- Monroe introduce el término Wesen para describir a las criaturas en general.

## Recepción

### Audiencia
En su semana de estreno en los Estados Unidos, Tarantella fue recibido con un total de 5.240.000 de espectadores.

### Crítica
Kevin McFarland de AV Club le dio al episodio una B en una categoría de la A a la F. Comentando: "Le he dado muy buenos gustos al show, pero siempre ha estado el ligero problema de muchos otros episodios que no se desarrollan bien como para repararse, y esa repetitiva estructura -tipo introducción a la Ley & el Orden, Nick/Hank investigando, la búsqueda en el mágico tráiler, la ayuda de Eddie Monroe, y Nick derrotando a la criatura sin Hank o alguien más sin averiguar que se trata de una criatura — es bastante delgado."